# ホテル王のシンデレラ
『ホテル王のシンデレラ』(ホテルおうのしんでれら）は、ティーンズラブ小説。作者はみかづき紅月。挿絵は辰巳仁で、コミカライズも担当した。

## あらすじ
母親とともに都会の小さなカフェで働いていたアンジェラ・ローズ。冬のある日、たまたま店に寄ったホテルオーナーのセザール・ライオードの誘いを受け、オペラ観劇をするが、その夜、彼が経営する高級ホテルの一室でセザールと結ばれる。その後セザールの養女となったアンジェラだったが、セザールに対して、｢父親｣以上の感情が芽生えてしまっていた……。

## 登場人物
アンジェラ・ローズ
主人公。大都会・パリスのカフェ｢カフェ・ドゥ・リュヌ｣で働いていた。冬のある日、ふとしたことからセザール・ライオードと知り合い、関係をもってしまう。先立たれた嫁との間に子供がいなかったセザールの養女に、さらにはホテル・ライオード・パリシアの秘書見習いも務めるようになる。だが実際はセザールの養女というよりは愛人関係にあった。父親を早くに亡くしてしまったため、母一人子一人の生活が長かった。ゆえに父親に対するような憧れをセザールに持っていたが……。
セザール・ライオード
世界に50を超える高級ホテルチェーンを経営する実業家。やり手のビジネスマンである一方、気難しい性格と言われている。5年前に嫁に先立たれており、しかも｢嫁は誰かに殺された｣と思っている。アンジェラに、その死んだ嫁の面影を映しているきらいがある。彼女を自分の養女としたが、実際には彼女を愛人と化していた。
アレクセイ・グレイン
ライオード家に仕える執事。ライオード家の養女になったアンジェラの教育係を任された。また、後述のリイラとレオの教育係も務めていた。冷酷・非常で血も涙もなく、嫌味ったらしい性格。
リイラ・クリスタ
ライオード家のメイド。アレクセイの部下に当たる。アンジェラと年齢が同じ事もあり、彼女と気が合う。実は物心ついた頃にはライオード家で働いていた。さらに両親のことを全く知らない(要するに孤児)。実はアレクセイの事が好き。
レオ
ライオード家に居候している少年。リイラ同様両親はいない。かなりへそ曲がりで生意気な性格。ピアノ演奏を得意としている。
セミューザ・ローズ
アンジェラの母。夫の死後、女手ひとつでアンジェラを育ててきた。アンジェラとともにカフェ・ドゥ・リュヌで働くが、彼女はピアニスト兼歌手の役割も担っている。娘・アンジェラがライオード家の養女になる話が持ち上がった際、手放したくない、という私情を捨て、彼女をライオード家に託する決断を下す。
クク・シャナ
世界的に名の知られたデザイナー。セザールに懇意にしてもらっている。アンジェラとリイラが作った料理を気に入り、さらにアンジェラの人柄にほれ込み、彼女の衣装を手掛けるようになった。

## 書誌情報
- ホテル王のシンデレラ(文:みかづき紅月、絵：辰巳仁、フランス書院ティアラ文庫）2010年12月6日発売、ISBN 978-4-8296-6557-2
- ホテル王のシンデレラ(原作:みかづき紅月、漫画：辰巳仁、宙出版ミッシィコミックスYLC DX Collection）2013年12月17日、ISBN 978-4-7767-3651-6 ※コミカライズ

## 関連作品
- ホテル王とハネムーン リゾートホテルオーナーの危険な誘惑(文:みかづき紅月、絵：辰巳仁、フランス書院ティアラ文庫）2011年12月6日発売、ISBN 978-4-8296-6591-6

本作品の続編で、新婚旅行先で夫の友人であるリカルドとの間で関係が揺れる内容となっている。
- ホテル王と秘密の檻 カジノホテルオーナーの甘い罠(文:みかづき紅月、絵：辰巳仁、フランス書院ティアラ文庫）2012年5月8日発売、ISBN 978-4-8296-6607-4

上記二作の続編で、異母弟のアーヴィスにスキャンダルを仕組まれる内容となっている。